# Sanborn (Dakota del Nord)
Sanborn és una població dels Estats Units a l'estat de Dakota del Nord. Segons el cens del 2000 tenia 194 habitants.

## Demografia
Segons el cens del 2000, Sanborn tenia 194 habitants, 74 habitatges, i 54 famílies. La densitat de població era de 138,7 hab./km².
Dels 74 habitatges en un 36,5% hi vivien nens de menys de 18 anys, en un 63,5% hi vivien parelles casades, en un 9,5% dones solteres, i en un 25,7% no eren unitats familiars. En el 20,3% dels habitatges hi vivien persones soles el 8,1% de les quals corresponia a persones de 65 anys o més que vivien soles. El nombre mitjà de persones vivint en cada habitatge era de 2,62 i el nombre mitjà de persones que vivien en cada família era de 3,07.
Per edats la població es repartia de la següent manera: un 28,4% tenia menys de 18 anys, un 5,7% entre 18 i 24, un 27,8% entre 25 i 44, un 26,8% de 45 a 60 i un 11,3% 65 anys o més.
L'edat mediana era de 37 anys. Per cada 100 dones de 18 o més anys hi havia 85,3 homes.
La renda mediana per habitatge era de 30.417 $ i la renda mediana per família de 33.750 $. Els homes tenien una renda mediana de 26.563 $ mentre que les dones 19.375 $. La renda per capita de la població era de 13.355 $. Cap de les famílies i el 2,6% de la població estaven per davall del llindar de pobresa.

## Poblacions més properes
El següent diagrama mostra les poblacions més properes.